# Niederländische Badmintonmeisterschaft 2009
Die Niederländische Badmintonmeisterschaft 2009 fand vom 30. Januar bis zum 3. Februar 2009 im Nationaal Badminton Centrum in Nieuwegein statt.

## Medaillengewinner
| Disziplin    | Gold                          | Silber                               | Bronze                            |
| ------------ | ----------------------------- | ------------------------------------ | --------------------------------- |
| Herreneinzel | Eric Pang                     | Dicky Palyama                        | Lester Oey                        |
| Herreneinzel | Eric Pang                     | Dicky Palyama                        | Koen Ridder                       |
| Dameneinzel  | Yao Jie                       | Judith Meulendijks                   | Karina de Wit                     |
| Dameneinzel  | Yao Jie                       | Judith Meulendijks                   | Yik-Man Wong                      |
| Herrendoppel | Ruud Bosch Koen Ridder        | Dave Khodabux Lester Oey             | Dennis Lens Joéli Residay         |
| Herrendoppel | Ruud Bosch Koen Ridder        | Dave Khodabux Lester Oey             | Jorrit de Ruiter Jürgen Wouters   |
| Damendoppel  | Lotte Bruil Yao Jie           | Brenda Beenhakker Judith Meulendijks | Betty Krab Eva Krab               |
| Damendoppel  | Lotte Bruil Yao Jie           | Brenda Beenhakker Judith Meulendijks | Lisa Malaihollo Yvonne Sie        |
| Mixed        | Jorrit de Ruiter Ilse Vaessen | Chris Bruil Karina de Wit            | Koen Ridder Yao Jie               |
| Mixed        | Jorrit de Ruiter Ilse Vaessen | Chris Bruil Karina de Wit            | Ruud Bosch Paulien van Dooremalen |